# عبدالله بن عبدالرحمن بن مبارك ال عبدالرحمن ال ثاني

عبدالله بن عبدالرحمن بن مبارك ال عبدالرحمن آل ثاني 
مواليد 28 يونيو 1967 مدينة الوكير / قطر
شاعر نبطي نشر العديد من القصائد في الصحف والمجلات المتخصصة
حاصل على الليسانس في الحقوق من جامعة بيروت العربية
نشر أول قصيدة 1986 في جريدة اليوم الخليج القطرية
التي تحولت 1987 إلى جريدة الشرق فيما بعد
صدر له 2004 ديوان نجم و تراب
وصدر له ديوان انغام على أهداب القوافي 2025
وصدر له ديوان صوتي بعنوان قصائد
اجرت معه احدى الإذاعات الخليجية حوار حول الشعر مثل اذاعة ابوظبي والكويت
وجهت له العديد من الدعوات لإقامة أمسيات شعرية الا انه لم تتح له الظروف ليلبي احداً منها
تناول أغلب اعراض الشعر
ترعرع في كنف عائلة محبة للشعر و الأدب
كتب قصيدة في مدح الرسول صلى الله عليه وسلم ، وكتب عدة قصائد عن فلسطين و الحرب على غزه
الأبن الثاني للشيخ عبدالرحمن بن مبارك ال عبدالرحمن آل ثاني المتوفى 2005
والدته الشيخة عاشة بنت سعود ال عبدالرحمن آل ثاني المتوفاه 2022
له من الأبناء ٣ اولاد و ٧ بنات
جده الثالث الشيخ جاسم بن محمد آل ثاني مؤسس دولة قطر
الذي صدر له اول ديوان طبع في الشعر النبطي

###### تأليف الشيخ محمد بن عبدالرحمن آل ثاني
وجده لوالدته الشيخ سعود بن عبدالرحمن بن جاسم آل ثاني .. من أبرز شعراء اسرة آل ثاني 
مارس هواية المقناص في بداية حياته وكان ذلك برفقة والده رحمه الله وكتب العديدمن القصائد في الطير و
المقناص ايضاً له شغف بالقراءة وتوجد لديه مكتبة كبيرة تضم امهات الكتب وشتى أنواع العلوم والمعارف